# Metz-le-Comte
Metz-le-Comte település Franciaországban, Nièvre megyében. Lakosainak száma 178 fő (2022. január 1.). Metz-le-Comte La Maison-Dieu, Amazy, Asnois, Brèves, Flez-Cuzy, Tannay, Teigny és Vignol községekkel határos.

## Népesség
A település népességének változása:
| Lakosok száma | 165  | 164  | 171  | 162  | 161  | 160  | 166  | 172  | 178  |
|               | 2013 | 2015 | 2016 | 2017 | 2018 | 2019 | 2020 | 2021 | 2022 |